# 2006 en Algérie
Chronologie de l’Algérie
- 2002
- 2003
- 2004
- 2005
- 2006
- 2007
- 2008
- 2009
- 2010

Cet article présente les faits marquants de l'année 2006 en Algérie ou relatifs à l'Algérie; datation selon le calendrier grégorien.

## Événements
- 24 mai : Abdelaziz Belkhadem, chef du Front de libération nationale, remplace Ahmed Ouyahia, chef du Rassemblement national démocratique, à la tête du gouvernement[1].

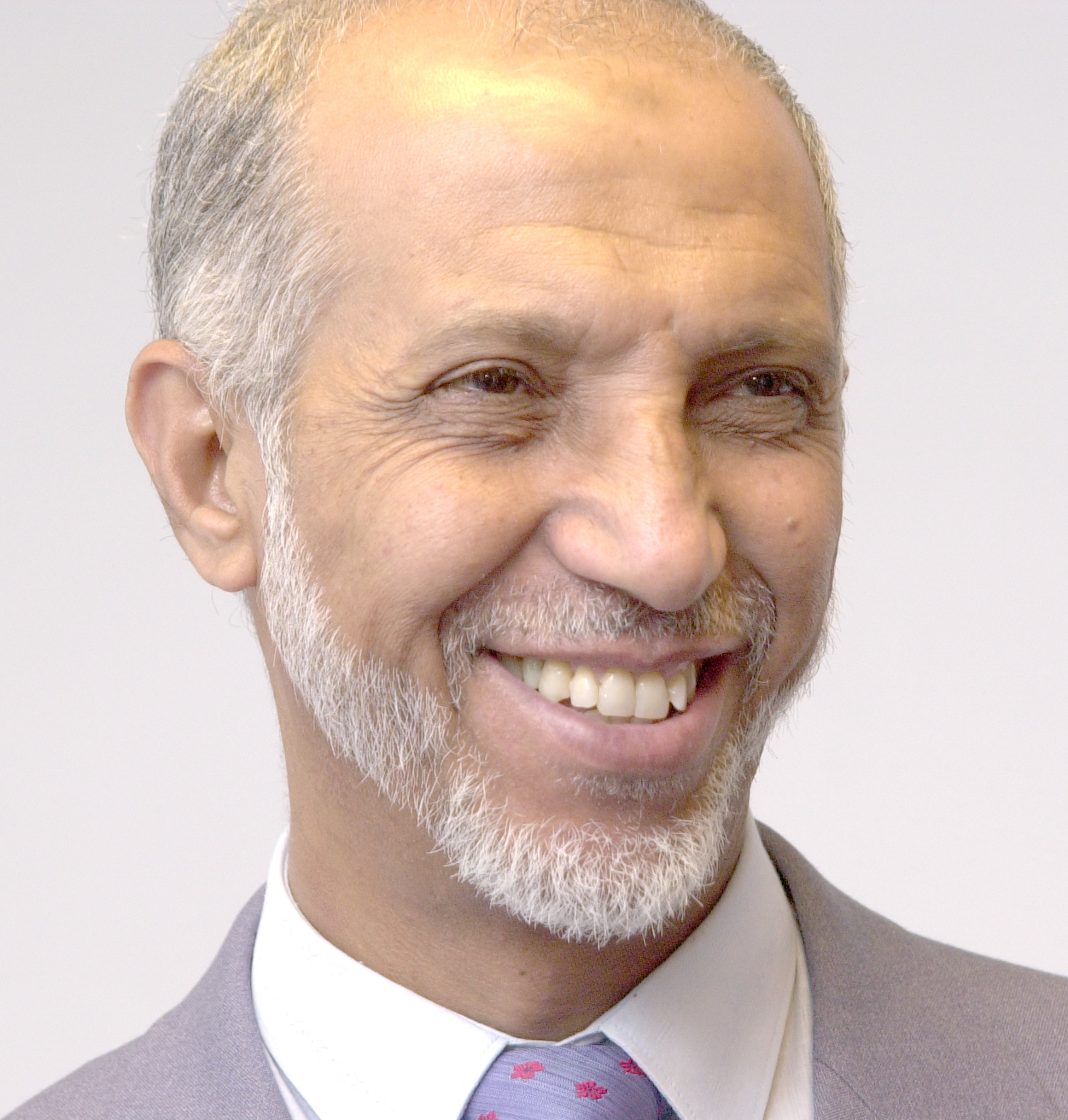
Abdelaziz Belkhadem.

- 4 juillet : Accords d'Alger pour la restauration de la paix, de la sécurité et du développement dans la région de Kidal. Ces accords fixent les modalités du développement du Nord Mali. Ils permettent un retour à une normalisation des rapports entre la 8e région du Mali, la zone de Ménaka et l'État malien. Ils font suite à la rébellion touarègue de 2006 à Kidal et à Ménaka au Mali.
- 28 août : reddition de « deux cent cinquante à trois cents terroristes » à la fin du délai permettant aux dissidents armés de bénéficier de l'amnistie (Charte pour la paix et la réconciliation, adoptée par référendum en septembre 2005)[1].
- Rome plutôt que vous (روما ولا نتوما), film algérien réalisé par Tariq Teguia, sorti en 2006.

## Sports
- Algérie aux Jeux olympiques d'hiver de 2006

### Basket-ball
- Championnat d'Algérie de basket-ball 2005-2006
- Championnat d'Algérie de basket-ball 2006-2007
- Coupe d'Algérie de basket-ball 2006-2007

### Football
- Championnat d'Afrique du Nord des nations des moins de 17 ans 2006
- Équipe d'Algérie de football en 2006
- Supercoupe d'Algérie de football 2006
- Championnat d'Algérie de football 2005-2006
- Championnat d'Algérie de football 2006-2007
- Championnat d'Algérie de football de deuxième division 2005-2006
- Championnat d'Algérie de football de deuxième division 2006-2007
- Championnat d'Algérie de football de troisième division 2005-2006
- Championnat d'Algérie de football de troisième division 2006-2007
- Coupe d'Algérie de football 2005-2006
- Coupe d'Algérie de football 2006-2007
- Saison 2005-2006 de l'USM Alger
- Saison 2005-2006 de l'USM Blida

## Culture

### Cinéma
- Barakat !, film algéro-français réalisé par Djamila Sahraoui, sorti en 2006.
- Beur blanc rouge, film français de Mahmoud Zemmouri, sorti en 2006.
- Bled Number One, film français réalisé par Rabah Ameur-Zaïmeche, sorti en 2006.
- Indigènes (ou en arabe : بلديون, Baladiun), film algéro-belgo-franco-marocain[2] réalisé par Rachid Bouchareb, sorti en 2006.

## Naissances en 2006
- Naissance en Algérie en 2006

## Décès en 2006
- Décès en Algérie en 2006